# Broken-Hearted Girl
Broken-Hearted Girl – piosenka amerykańskiej wokalistki rhythm and bluesowej Beyoncé Knowles, pochodząca z jej trzeciego albumu studyjnego, I Am... Sasha Fierce.

## Wydanie
"Broken-Hearted Girl” miał oryginalnie zostać wydany jako szósty singel promujący płytę w Stanach Zjednoczonych i czwarty w pozostałych krajach, ale ostatecznie został zastąpiony przez „Sweet Dreams”. W lipcu 2009 roku Beyoncé ogłosiła za pośrednictwem swojej strony internetowej, że „Broken-Hearted Girl” ukaże się jako siódmy singel z albumu w Stanach Zjednoczonych oraz piąty na arenie międzynarodowej. Po tym oświadczeniu dokonano jednak kolejnej zmiany, a piosenkę w roli siódmego singla w Stanach Zjednoczonych zastąpił inny utwór, „Video Phone”.
28 sierpnia 2009 roku singel miał premierę w Australii. W Wielkiej Brytanii ukazał się 2 listopada, tego samego dnia, co platynowa edycja I Am... Sasha Fierce.

## Przyjęcie
PopMatters napisał: „Pianinowa ballada „Broken-Hearted Girl” przypomina bardziej styl Céline Dion niż Arethy Franklin.” Village Voice uznał, że utwór byłby idealnym soundtrackiem komedii romantycznej.

## Wideoklip
Teledysk do „Broken-Hearted Girl” nakręcony został przez Sophie Muller i wydany 16 czerwca 2009 roku na albumie Above and Beyoncé – Video Collection & Dance Mixes. Jego premiera w Wielkiej Brytanii miała miejsce 19 września na antenie 4Music o godz. 11:00. 30 minut później zaczęły go emitować inne stacje muzyczne.

## Listy utworów
Australia
1. „Broken-Hearted Girl” – 4:39
2. „Broken-Hearted Girl” (remiks Catalysta) – 4:46

Wielka Brytania
1. „Broken-Hearted Girl” – 4:38
2. „Broken-Hearted Girl” (remiks Alana Braxe'a w wersji radiowej) – 3:29

Niemcy
1. „Broken-Hearted Girl” – 4:39
2. „Video Phone” (remiks feat. Lady Gaga) – 5:04

Francja
1. „Broken-Hearted Girl” – 4:37
2. „Video Phone” (remiks feat. Lady Gaga) – 5:04
3. „Poison” – 4:04

## Sukces komercyjny
"Broken-Hearted Girl” zadebiutował na 194. miejscu UK Singles Chart krótko po premierze I Am... Sasha Fierce. Ponad rok później, po ogłoszeniu, że zostanie wydany jako singel, powrócił na 57. pozycję listy. Po siedmiu tygodniach, w odpowiedzi na fizyczne wydanie singla, dotarł na 27. miejsce, a także uplasował się na 12. pozycji UK R&B Chart.
W Australii utwór zadebiutował 14 września na miejscu 57., docierając ostatecznie do 14. pozycji listy.
Mimo że „Broken-Hearted Girl” nie został wydany jako singel w Stanach Zjednoczonych, utwór, wyłącznie w oparciu o zakup w formie digital download, zdołał zająć 2. miejsce Billboard Bubbling Under Hot 100 Singles.

## Pozycje na listach
| Lista (2009)                 | Najwyższa pozycja |
| ---------------------------- | ----------------- |
| Australian Singles Chart     | 14                |
| Austrian Singles Chart       | 38                |
| Belgian Top Chart (Flandria) | 7                 |
| Belgian Top Chart (Walonia)  | 9                 |
| Czech Airplay Chart          | 15                |
| German Singles Chart         | 14                |
| Irish Singles Chart          | 20                |
| Swiss Singles Chart          | 79                |
| Slovak Airplay Chart         | 49                |
| UK Singles Chart             | 27                |

## Daty wydania
| Kraj            | Data                 | Format                |
| --------------- | -------------------- | --------------------- |
| Australia       | 28 sierpnia 2009     | CD                    |
| Europa          | 30 października 2009 | digital download (EP) |
| Wielka Brytania | 2 listopada 2009     | CD                    |
| Niemcy          | 20 listopada 2009    | CD                    |